# Jimmy Pedro
Jimmy Pedro, född den 30 oktober 1970 i Danvers, USA, är en amerikansk judoutövare.
Han tog OS-brons i herrarnas lättvikt i samband med de olympiska judotävlingarna 2004 i Aten. Han tog därefter OS-brons i samma viktklass i samband med de olympiska judotävlingarna 2004 i Aten.